# Dendrobium odontopus
Dendrobium odontopus är en orkidéart som beskrevs av Rudolf Schlechter. Dendrobium odontopus ingår i släktet Dendrobium, och familjen orkidéer. Inga underarter finns listade i Catalogue of Life.